# Saint-Élix-Séglan
Saint-Élix-Séglan ist eine französische Gemeinde mit 47 Einwohnern (Stand: 1. Januar 2022) im Département Haute-Garonne in der Region Okzitanien. Sie gehört zum Kanton Cazères und zum Arrondissement Saint-Gaudens.
Nachbargemeinden sind Peyrouzet im Nordwesten, Aurignac im Nordosten, Cazeneuve-Montaut im Südosten und Aulon im Südwesten.

## Geschichte
Die während der Revolution entstandenen Gemeinden Saint-Élix und Séglan wurden 1825 zusammengeschlossen. 

## Bevölkerungsentwicklung
| Jahr                      | 1962 | 1968 | 1975 | 1982 | 1990 | 1999 | 2008 | 2016 | 2019 |
| ------------------------- | ---- | ---- | ---- | ---- | ---- | ---- | ---- | ---- | ---- |
| Einwohner                 | 97   | 91   | 69   | 68   | 59   | 47   | 42   | 43   | 42   |
| Quelle: Cassini und INSEE |      |      |      |      |      |      |      |      |      |

## Sehenswürdigkeiten
- Château de Saint-Élix, Burg aus dem 14. Jahrhundert, die im 18. Jahrhundert zu einem Schloss umgebaut wurde (Monument historique)
- Kirche St-Élix, erbaut ab dem 13. Jahrhundert

Siehe auch: Liste der Monuments historiques in Saint-Élix-Séglan